# كريستوفر هيل (مغن مؤلف)
كريستوفر هيل (بالإنجليزية: Kristofer Hill)‏ هو مغن مؤلف أمريكي، ولد في 13 أكتوبر 1979 في Maplewood, New Jersey ‏ في الولايات المتحدة.